# Рутенийтригаллий
Рутенийтригаллий — бинарное неорганическое соединение, интерметаллид
рутения и галлия
с формулой Ga3Ru,
кристаллы.

## Получение
- Сплавление стехиометрических количеств чистых веществ:

{\displaystyle {\mathsf {Ru+3Ga\ {\xrightarrow {T}}\ Ga_{3}Ru}}}

## Физические свойства
Рутенийтригаллий образует кристаллы
тетрагональной сингонии, пространственная группа P 4n2, параметры ячейки a = 0,647 нм, c = 0,673 нм, Z = 4
структура типа кобальттригаллия Ga3Co
.
Соединение является полупроводником.